# Cante Gabrielli
Cante Gabrielli, per intero Cante dei Gabrielli di Gubbio (Gubbio, 1260 circa – Gubbio, dopo l'ottobre 1322), è stato un politico e militare italiano vissuto a cavallo tra il XIII e il XIV secolo, appartenente all'antica famiglia dei Gabrielli di Gubbio.
Fu detto in gioventù Cantuccio (forse per distinguerlo da omonimi appartenenti alla stessa famiglia), e, in età adulta, il Gran Cantaccio. Fu podestà di Firenze, Capitano generale della Lega Guelfa, Gonfaloniere pontificio, Signore di Gubbio, Pergola e Cantiano. Il suo nome è legato alle sentenze di condanna da lui emesse contro i maggiori esponenti di parte bianca, tra cui Dante Alighieri, da qui fu anche detto L'esiliatore di Dante.

## Biografia

### Guelfo nero
Cante nacque da Pietro di Gabriello di Necciolo Gabrielli in una famiglia tradizionalmente fedele alla Chiesa e apertamente schierata con il partito guelfo. Ricoprì in gioventù incarichi politici e diplomatici anche di un certo prestigio, tra cui quelli di podestà di Roccacontrada (oggi Arcevia, 1288), podestà di Pistoia (1290), podestà di Siena (1298), podestà di Firenze (1298).
Nel novembre dello stesso 1298, in qualità di podestà di Firenze, fu scelto come paciere per mediare tra Azzo VIII d'Este e il comune di Bologna, in lotta per il controllo del territorio emiliano. Secondo alcuni storici, Cante Gabrielli fece prova durante questo mandato di accesa partigianeria e di uso spregiudicato della sua autorità, tra cui il frequente e ingiustificato ricorso alla tortura. Il 29 dicembre 1298 la pace tra Bologna e gli Estensi fu solennemente siglata a Firenze con soddisfazione di tutte le parti in causa; tuttavia il grande successo diplomatico ottenuto non impedì che sul Gabrielli si accumulassero voci che lo descrivevano come un feroce persecutore degli avversari politici, come un uomo, sì integerrimo, ma spietato: accuse che non lo avrebbero più lasciato. Al termine del suo mandato, nel 1299, fu nominato podestà di Fossombrone.

### Signore di Gubbio
Il 23 maggio 1300, Gubbio che, sotto l'influenza dei Gabrielli, era considerata una roccaforte del potere guelfo, fu espugnata dai ghibellini guidati da Uguccione della Faggiola. Cante Gabrielli, espulso, si recò subito a Roma per chiedere aiuto alla corte pontificia. Il 24 giugno successivo, giorno di san Giovanni, affluirono in città gruppi di sedicenti pellegrini, tra cui il Gabrielli stesso, che, rivelatisi esponenti guelfi, presero rapidamente il controllo della città in festa per il santo patrono. Dopo un atto di pubblica umiliazione, Uguccione della Faggiola, Federico I da Montefeltro e Uberto Malatesta furono lasciati uscire dalla città, ma non i ghibellini eugubini, che furono sottoposti a dure vessazioni ed esecuzioni sommarie. Eliminati i più importanti oppositori politici, Cante Gabrielli divenne, de facto, signore di Gubbio.

### Podestà di Firenze: Dante in esilio
Nel settembre del 1300, la lotta per il potere tra guelfi e ghibellini e tra fazioni papali e antipapali raggiunse il culmine, con la scomunica comminata da papa Bonifacio VIII alla città di Firenze. Bonifacio VIII incaricò Carlo di Valois, figlio di Filippo III di Francia, e fratello di Filippo IV, di fare da paciere in Toscana tra i guelfi bianchi, allora al potere e sospettati di simpatie ghibelline, e i guelfi neri, ligi all'autorità papale. Ma al contempo, il papa affidò espressamente al Gabrielli l'incarico di affiancare il Valois, certo della sua esperienza politica e della sua fedeltà al disegno politico della Chiesa.
Così alla testa dei cavalieri che il giorno di Ognissanti (1º novembre) del 1301 entrarono in Firenze al seguito di Carlo di Valois c'era Cante Gabrielli. Il 9 novembre il Valois affidò la suprema magistratura fiorentina, cioè l'incarico di podestà, proprio al Gabrielli, rispondendo così pienamente alla richiesta del papa. L'intento era quello di riportare concordia tra le fazioni in lotta; di fatto cominciò una sistematica repressione degli elementi percepiti come ostili alle ambizioni egemoniche di Bonifacio VIII.
Nella sua veste di podestà di Firenze, Cante Gabrielli emanò anche le due famose sentenze di condanna contro gente di parte bianca, tra cui Dante Alighieri: quella del 27 gennaio e quella del 10 marzo 1302, entrambe motivate dalle infamante accuse di concussione e baratteria, e registrate nel Libro del Chiodo del comune di Firenze. Con la prima sentenza Cante Gabrielli condannò Dante Alighieri, allora ambasciatore a Roma, a una multa di ottomila lire, al divieto a vita di partecipare al governo di Firenze, e all'esilio per due anni dalla Toscana, pro bono pacis. Con la seconda sentenza, non avendo ottemperato a quanto stabilito in quella precedente, il poeta fu condannato al rogo (igne comburatur sic quod moriatur), nonché alla distruzione delle sue case e alla confisca dei suoi beni. Di fatto, la condanna equivaleva all'esilio perpetuo, per Dante come per altri tredici maggiorenti guelfi inclusi nella medesima sentenza, tra cui figurano ser Petracco, padre di Francesco Petrarca e alcuni esponenti di spicco di importanti famiglie fiorentine, tra cui quella dei Gherardini (che fu la maggiore destinataria del provvedimento per l'accusa di un trattato di alleanza con Siena), degli Altoviti e dei Falconieri.
La podesteria del Gabrielli si concluse il 30 giugno 1302 dopo aver incluso anche alcuni episodi bellici che videro lo stesso Gabrielli, alla testa delle truppe fiorentine (nere), vincitore contro le milizie bianche a Pistoia e nel Valdarno.
Terminata la podesteria e rientrato a Gubbio, Cante Gabrielli ricoprì vari incarichi tra i quali quelli di podestà di Roccacontrada (1307), Lucca (1311), Orvieto (1314), risiedendo a Gubbio nei periodi tra i vari incarichi, dove curava l'amministrazione dei propri possedimenti. In questo periodo Cante divenne uno degli uomini più influenti presso la Corte Papale e fu ripetutamente interpellato come consigliere da Clemente V prima e da Giovanni XXII poi.

### Alla testa della Lega guelfa
Quando nel 1317, Federico I da Montefeltro guidò la grande sollevazione ghibellina in Italia centrale, con lo scopo di sottrarre una serie di città al controllo della Chiesa, Cante Gabrielli fu chiamato da papa Giovanni XXII alla guida delle milizie guelfe federate sotto le insegne pontificie, con il titolo di Capitano generale della Lega guelfa. Durante questo incarico, Cante Gabrielli dette prova sia di diplomazia che di abili virtù militari. Riuscì a ottenere che Assisi scendesse a patti, dopo un lungo assedio, dettando miti condizioni di pace agli ambasciatori assisiati venuti a consegnargli la città (1321). Sul campo, avanzò di vittoria in vittoria fino ad assediare Federico da Montefeltro in Urbino. Conquistata la città, il Gabrielli trattenne presso di sé come ostaggio Guido Novello, figlio di Federico (che era stato trucidato dagli stessi urbinati), finché il papa stesso, da Avignone, gli chiese di consegnarlo al rettore della marca Aurelio di Lautrec.
Ricoprì, nella maturità altri incarichi tra cui quelli di podestà di Siena (1329), di Pistoia (1331), e di Orvieto (1334). Nel 1330 fu nominato capitano generale delle milizie fiorentine durante il vittorioso assedio contro Lucca, dove si era insignorito Gherardino Spinola.

### Morte
Rientrato a Gubbio da Orvieto al termine dell'incarico, vi morì, forse avvelenato dai ghibellini eugubini, in una data non ben precisa ma sicuramente dopo l'ottobre del 1322. Le scarse notizie sulle circostanze della sua scomparsa hanno dato luogo a varie ipotesi tra cui quella fantasiosa di una vendetta postuma di Dante che lo avrebbe fatto assassinare, con la complicità della famiglia eugubina di Bosone Raffaelli, notoriamente ghibellina e in lotta contro i Gabrielli per la supremazia sulla città umbra. Un'altra teoria, altrettanto fantasiosa, vuole il Gabrielli ritirato alla vita monastica nel vicino Monastero di Fonte Avellana, onde espiare, con l'ascesi e la preghiera, la sua vita contrassegnata si dalla fedeltà alla Chiesa, ma anche da tanti delitti.

## Discendenza (parziale)
Dei numerosi figli che ebbe, sono da segnalare:
- Chiara, che fu data in sposa a Nallo Trinci, signore di Foligno dal 1305 al 1321;
- Jacopo, che fu podestà, conservatore dello stato di Firenze, senatore di Roma, signore di Cantiano;
- Margherita, moglie di Nolfo da Montefeltro, conte di Urbino dal 1323 al 1360.

## Il giudizio della storia
(Giosuè Carducci, A Messer Cante Gabrielli da Gubbio, Podestà di Firenze nel MCCCI, 1874, in Giambi ed Epodi)
(Dino Compagni, Cronica delle cose occorrenti ne' tempi suoi, Libro II, 1310-1312)
Il giudizio della storiografia su Cante Gabrielli è tradizionalmente negativo, motivato soprattutto dalla responsabilità di aver segnato irrevocabilmente il destino di Dante esiliandolo da Firenze fino alla morte nel 1321. L'azione del Gabrielli fu senz'altro caratterizzata da estrema determinazione e ferocia nei confronti dei ghibellini e dei guelfi bianchi, in quanto contrari all'azione egemonica della Chiesa. Nei circa otto mesi in carica come podestà di Firenze, egli fu responsabile, oltre della prescrizione dei guelfi bianchi e dei ghibellini da Firenze, di non meno di 170 condanne a morte, fra le quali predilesse il rogo, forse per il suo carattere purificatorio.
La storiografia recente lo ha tuttavia sostanzialmente assolto dalle accuse di irregolarità formale o di illegalità che gli furono mosse, soprattutto da studiosi vissuti in epoche successive a quella in cui si svolsero gli eventi. Ciò conferma l'opinione dei biografi a lui contemporanei che descrivono Cante Gabrielli come un individuo scrupolosamente religioso e preso da una missione purificatoria la quale, seppure non escluse episodi di violenza, fu perseguita in apparente buona fede. Il giudizio più equilibrato sul suo operato fu forse dato da Dino Compagni, il quale riconobbe che “riparò a molti mali e a molte accuse fatte, e molte ne consentì”. Di fondo Cante fu un acuto politico, un abile negoziatore, un valente comandante militare.
Sui rapporti tra Cante Gabrielli e Dante Alighieri, molto si è discusso e scritto. Secondo alcuni dantisti, tra cui Francesco Torraca, Cante Gabrielli fu rappresentato da Dante nella Divina Commedia come il diavolo Rubicante, che il poeta stesso incontra nelle bolge dei barattieri (canti XXI e XXII dell'Inferno). Il poeta si sarebbe così vendicato dell'affronto subito dal Gabrielli. Oltre all'assonanza del nome, sostengono questa interpretazione il fatto che Rubicante tiranneggi proprio i barattieri, cioè coloro che subirono la stessa condanna che Cante Gabrielli comminò a Dante. Anche i nomi di altri diavoli incontrati da Dante nella Divina Commedia riecheggerebbero quelli di altri discussi personaggi dell'epoca.
A Messer Cante Gabrielli da Gubbio, Podestà di Firenze nel MCCCI, fu invece dedicato da Giosuè Carducci un sonetto beffardo, scritto nel 1874 e incluso nella raccolta Giambi ed Epodi. In esso viene ironicamente ricordato come a Cante Gabrielli si debba indirettamente la realizzazione stessa della Divina Commedia, essendo l'esilio la fonte prima dell'ispirazione dantesca:
Sur una piazza, ove al bel ceffo austero
Vostro passeggi il popolo d'avante,
O primo, o solo ispirator di Dante,

Quando ladro il dannaste e barattiero.
I ceppi per a lui la man tagliare
Voi tenevate presti; ei ne l'inferno
Scampò, gloria e vendetta a ricercare.
Spongon or birri e frati il suo quaderno,
E quel povero veltro ha un bel da fare
A cacciar per la chiesa e pe'l governo.»
(maggio 1874)